# Csécsi Nagy Miklós (református lelkész)
Csécsi Nagy Miklós, Csécsy-Nagy Miklós (Debrecen, 1840. május 6. – Makó, 1908. május 8.) bölcselettudor, református lelkész, egyházi író.

## Életpályája
Szülei: Csécsi Nagy Imre (1804–1847) tanár és Simonffy Johanna voltak. Szülei korán meghaltak, ezért rokona, Szűcs István debreceni jogtanár nevelte. A debreceni főiskolában tanult és a teológiai évet is ott végezte; ekkor a bécsi Josephinumba vették fel és az orvosi tudományokat hallgatta, de ezektől csakhamar megvált és Pestre jött a 4. évi teológiára. Innét segédlelkésznek ment Siterbe, Bihar megyébe, ahol egy évi szolgálat után rendes lelkésznek választották meg; de állásában fiatal kora miatt nem erősíttették meg, ezért külföldi akadémiákra ment és fél évet Göttingenben, felet Zürichben töltött. Azután utazott Közép-Európában. Ekkor a szatmári egyház hívta meg lelkészeül, mely hivatalát 1863. november 8-án foglalta el, itt 1875 májusáig szolgált, ekkor makói lelkész lett. 1864. december 20-án Szatmáron megnősült. 1877-ben a kolozsvári egyetemen bölcselettudori oklevelet nyert és 12 évig békés-bánáti egyházmegyei jegyző is volt. 1877-ben utazott Angliában és a Skótföldön. Indítványára létre jött a békés-bánáti egyházmegyében a vallásos iratokat terjesztő egyesület.
Tanulmányokat írt a Révész Imre Figyelmezőjébe (1872., 1874.), az Evangélikus Protestáns Lapba (1878: Úti emlékek és belmisszió), több cikket írt a debreceni Protestáns Hetilapba (1879-től); elbeszélést és egyéb cikket a Maros és Makói Hirlapba.

## Munkái
- A jellemképzés mint a nevelés főczélja. Szatmár, 1875. és Kecskemét, 1877.
- Kibucsuzó egyházi beszéd, 1875. jún. 27. Szatmár.
- Beköszöntő egyházi beszéd Makón. Szeged, 1875.
- Imakönyv a magyar nép számára. Bpest, 1882.
- A gyermekek barátja. Kecskemét, 1883.
- A jó fiuk. Uo. 1883.
- A kárhozat utján. Elbeszélés. Uo. 1883.
- A nádasi kurátor. Elb. Uo. 1883.
- A veszett víz. Uo. 1883.
- Egy forint. Uo. 1883.
- Egy pap és egy doktor. Uo. 1883.
- Egy példázat. Uo. 1883.
- Hajnal Ábel emlékezete. Uo. 1883.
- Imádkozzál és boldogulsz. Uo. 1883.
- János bácsi beszélgetései. Uo. 1883.
- Karácsonyi rajz. Uo. 1883.
- Lehet-e ellenségünket szeretni? Uo. 1883.
- Ó emberből uj ember. Uo. 1883.
- Rövid történet. A falnak is van füle. Uo. 1883.
- Rövid vallási oktatás református vallású jegyesek számára. Uo. 1883.
- Szántó Miklós megtérése. Uo. 1883.
- Tekintsetek az égi madarakra. Uo. 1883.
- Tündérmese. Uo. 1883.
- Hétköznapi könyörgések templomi használatra. Gyoma, 1890. (Ism. 1891. Debreczeni Prot. Lap, Dunántúli Prot. Lap, Szabad Egyház.)

Szerkesztette a Téli Ujságot, mely vallásos irányú hetilap a nép számára és 1877. december 5-től jelent meg Makón; kiadta a békés-bánáti vallásos iratokat terjesztő egyesület és 4-5000 példányban jött forgalomba.